# Inversão cromossômica

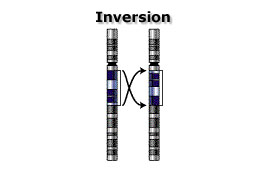
Inversão cromossômica

Inversão é a ocorrência de duas quebras em um cromossomo unifilamentoso durante a intérfase e a soldadura em posição invertida do fragmento ao restante do cromossomo. A inversão é dita paracêntrica se as quebras ocorrerem em um mesmo braço cromossômico, e é denominada pericêntrica se o fragmento cromossômico invertido incluir o centrômero.
Quando uma inversão está presente, uma alça é formada durante o pareamento dos cromossomos na meiose I.
A ocorrência de uma permuta no local de uma inversão paracêntrica fará com que de cada bivalente surjam dois cromossomos gaméticos anormais (um dicêntrico e outro acêntrico), um normal e outro com a inversão original:
A ocorrência de permuta em uma inversão pericêntrica fará com que um bivalente dê origem a dois cromossomos anormais (ambos com uma deficiência e uma duplicação), um cromossomo normal e outro com a inversão original.
Uma inversão geralmente não causa um fenótipo anormal nos portadores. Sua importância médica é para a progênie, pois há o risco de produzir gametas anormais que podem levar a uma prole não-balanceada.